# Charles Delvaux de Fenffe
Vous lisez un « bon article » labellisé en 2024.
Charles Delvaux de Fenffe, né le 25 juillet 1782 à Rochefort (Principauté de Liège, aujourd'hui en Belgique) et mort le 14 novembre 1863 au château de Fenffe (Ciergnon), est un docteur en médecine, docteur en sciences et professeur belge à l'université de Liège. Il est le seizième recteur de l'université, de 1832 à 1833.
Né dans le sud de la principauté de Liège, Charles Delvaux reçoit une éducation religieuse, alors vue comme un moyen d'ascension dans la bourgeoisie dans la principauté. Après des études de médecine à Paris au début du XIXe siècle, il revient en 1809 dans sa ville natale puis à Liège pour pratiquer son métier. Bien vite, il découvre l'enseignement, d'abord au lycée impérial à partir de 1810, puis à l'université de Liège, dès sa création en 1817, où il enseigne la physique, la chimie et la métallurgie. Il devient recteur de l'université entre 1832 et 1833. Devenu professeur émérite en 1837, il continue à pratiquer la médecine à Liège, jusqu'en 1857. Il revient alors dans son village natal, où il soigne les plus démunis. Il meurt en 1863 dans son domaine de Fenffe.
Sa carrière scientifique, du point de vue des publications, est peu développée ; il préfère l'enseignement et la vulgarisation. Ses travaux principaux portent sur l'inspection de pharmacies, le contrôle d'aliments suspects et la réalisation d'analyses toxicologiques à la demande du Parquet. Il est également membre de diverses sociétés savantes, dont la Société royale des sciences de Liège, l’Académie royale des sciences de Belgique ainsi que l'Académie royale de médecine de Belgique.
Un minéral de phosphate ferrique dont il détermine la composition chimique est nommée « delvauxite » en son honneur par André Dumont.

## Biographie

### Jeunesse et études
Jean-Charles-Philippe-Joseph Delvaux de Fenffe naît le 25 juillet 1782 et est baptisé le même jour à Rochefort,,. Il est le fils du médecin Théodore-Joseph (1731-1822) et de Marie-Anne-Élisabeth Bellefroid (1758-1809),. Depuis 1784, la famille est propriétaire du château de Fenffe, acquis du prince de Gavre.
À l’âge de huit ans, il est confié à Jacques-Louis-Théodore Bellefroid, son oncle maternel et chanoine de la collégiale Saint-Pierre de Liège. À l'époque, dans la principauté de Liège, l'un des moyens d'ascension dans la bourgeoise enrichie est de se lier aux chanoines, dits tréfonciers, de la cathédrale Saint-Lambert. Charles est ainsi éduqué à l'école de la cathédrale.
Lors de la révolution liégeoise, il émigre en Westphalie avec son oncle,. Rallié au régime bonapartiste, il part pour Paris en 1800 avec deux de ses frères pour des études de médecine à l'école de médecine de Paris. Il devient docteur en médecine en 1806,. Sa thèse est intitulée Propositions sur la respiration, sous la direction d'Alexis Boyer,.
Il revient alors dans sa ville natale pour y exercer son nouveau métier mais retourne, dès 1809, à Liège.

### Enseignement
Charles Delvaux, qui s'intéresse à l'industrie en plein développement, hésite à continuer la pratique de la médecine mais, en 1810, la porte de l'enseignement s'ouvre à lui. Finalement, il pratiquera les trois. En effet, en 1810, un arrêté du grand-maître de l'Université de France, Louis de Fontanes, lui confie la chaire des sciences physiques au lycée impérial de Liège,. L'année suivante, le 25 septembre 1811, la faculté des Sciences est créée dans le cadre de l’Académie de Liège,. Charles fait partie des quatre professeurs et enseigne la physique et la chimie,. Il est promu au grade d'officier d'université. Il est alors amené à siéger au Conseil académique et obtient son titre de docteur en sciences, diplôme très rare à l'époque,. Son zèle, sa piété, provenant de son éducation religieuse et dont son enseignement au lycée impérial est très imprégné, son conformisme et sa fidélité au régime amènent à Charles Delvaux une certaine estime du pouvoir dirigeant à Paris.
En 1814, il est nommé par Johann August Sack, gouverneur général du Bas-Rhin, à enseigner au Gymnase, qui remplace le lycée,,.
En 1817, Guillaume Ier, roi des Pays-Bas, fonde l'université de Liège et Charles Delvaux rejoint la faculté des Sciences. Il y donne les cours de physique, de chimie générale appliquée aux arts et de métallurgie jusqu’à la réorganisation de 1835,,. Par la suite, il ne se consacre plus qu'à la chimie, générale et appliquée. Il est plusieurs fois doyen de la faculté et, en 1832, est recteur, durant un an, de l'université.

### Fin de carrière et décès
Il demande l'éméritat en novembre 1837, à l'âge de 55 ans, mais continue de superviser des étudiants pendant des années et de pratiquer la médecine jusqu'en 1857,. Il reste ainsi examinateur de chimie au sein de la Commission médicale de la province de Liège, et ce, dès 1824. Entre 1818 et 1849, il délivre le diplôme de pharmacien et, avec Nicolas-Gabriel Ansiaux, crée en 1827 à l'hôpital de Bavière à Liège un cours de pharmacie  dont son élève, Gilles Peters-Vaust, est chargé.
Particulièrement apprécié par ses élèves, il se voit offrir en 1853, seize ans après avoir quitté l'université, un portrait peint par Barthélemy Vieillevoye.
En 1857, à l'âge de 75 ans, il retourne dans son domaine natal de Fenffe, où il soigne les démunis malgré ses infirmités,. Il doit notamment faire face à une épidémie de choléra à Ciergnon. Il meurt le 14 novembre 1863 à l'âge de 81 ans, dernier survivant des professeurs nommés lors de la fondation de l'université de Liège. Le 24 novembre 1863, il est inhumé au cimetière de Ciergnon,.

## Vie privée
Charles Delvaux se marie avec sa cousine germaine, Louise-Hélène-Clémence Bellefroid, le 29 août 1809. Ils ont onze enfants, mais trois seulement survivent jusqu'à l'âge adulte. Lucie (1812-1883) devient religieuse de la congrégation des Filles de la Croix, Marie-Charles-Adolphe (1815-1887), professeur de métallurgie à l’université de Liège et Charles-Marie-Joseph (1824-1879), docteur en médecine et bourgmestre de Chevetogne. Son petit-fils, Henry Delvaux de Fenffe, fils de Marie-Charles-Adolphe, est un homme politique belge.
Charles Delvaux, durant sa vie à Liège, habite place Saint-Pierre, désormais rue Saint-Pierre (maison dite « Habitation Chapeauville »),.

## Travaux et publications

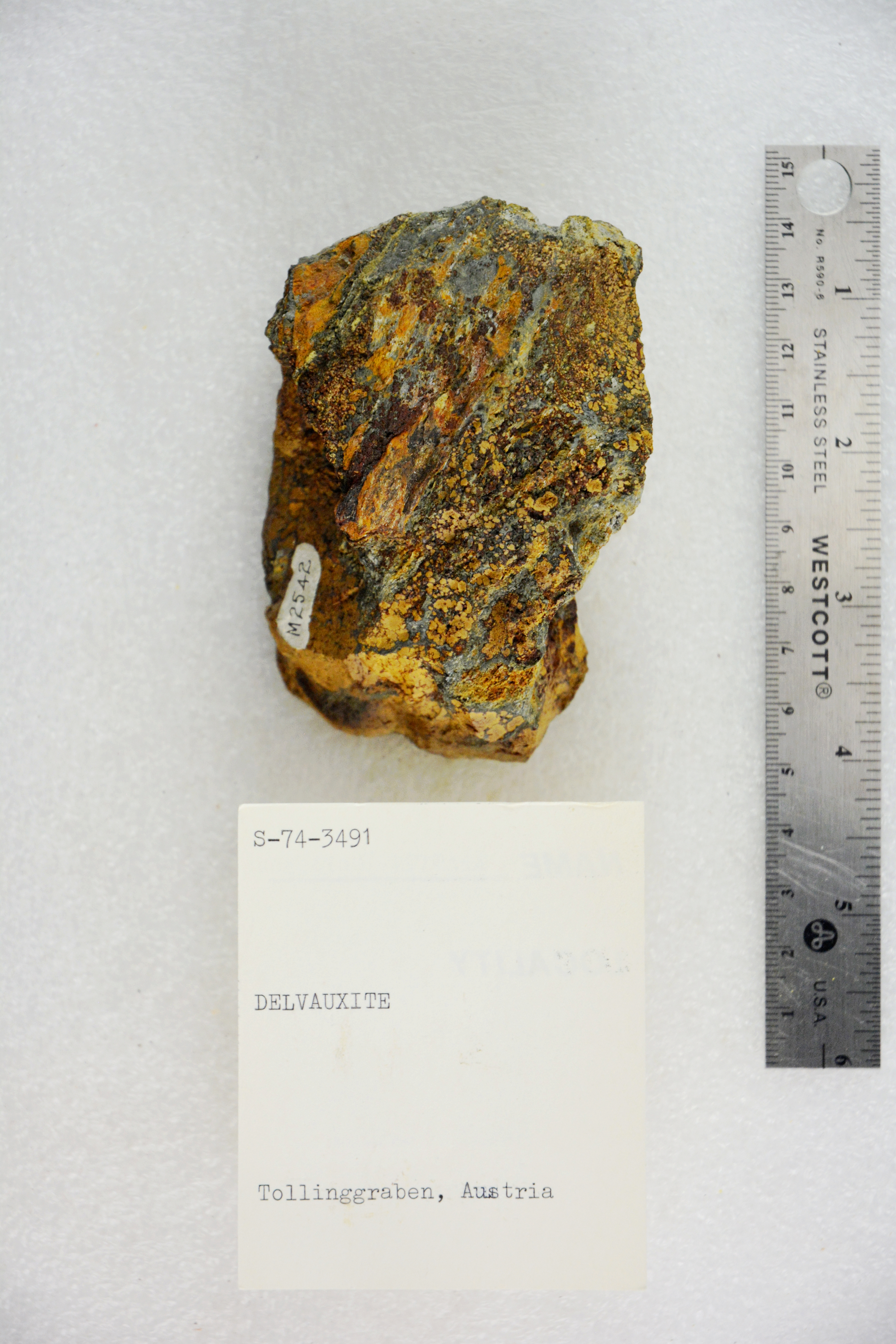
Delvauxite.

En 1830, il est chargé par le gouvernement hollandais, avec Nicolas-Grabiel Ansiaux et Toussaint-Dieudonné Sauveur, de créer la pharmacopée belge,. Si ce projet n'aboutit pas, sans doute en raison de la révolution belge, Charles Delvaux fait partie des commissions successives préposées à la révision de la Pharmacopoea belgica, parue en 1854 mais dont la première édition a été publiée en 1823.
Ses travaux principaux se déroulent à travers la Commission médicale dont il fait partie. Il s'agit principalement d'inspection de pharmacies, de contrôle d'aliments suspects et de la réalisation d'analyses toxicologiques à la demande du Parquet. Si Charles Delvaux a l’intention de rédiger un travail sur les eaux potables de la province de Liège, son projet ne voit jamais le jour. Ses analyses des eaux de Chaudfontaine, à la fontaine Sainte-Catherine à Huy, des houillères de Sainte-Marguerite et de Sainte-Walburge à Liège, de Basse-Wez à Grivegnée et de Juslenville sont publiées par Richard Courtois et Toussaint-Dieudonné Sauveur.
En tant que chimiste, Charles Delvaux détermine la composition d'une espèce de phosphate ferrique trouvée dans les terrils d’une mine de plomb à Berneau. Le géologue André Hubert Dumont en trouvera un autre spécimen dans une carrière de la même localité qu’il présentera à la Société géologique de France le 21 mai 1838. En hommage à son découvreur, il lui donnera le nom de « delvauxite »,,,,.
Charles Delvaux est membre de diverses sociétés savantes dont la Société libre des sciences physiques et médicales de Liège, la Société libre d’émulation de Liège, la Société anatomique de Paris, la Société de médecine de Liège ou encore membre correspondant de la Société de médecine d’Anvers. Il est l’un des fondateurs de la Société des sciences naturelles de Liège et de la Société royale des sciences de Liège,. En 1841, il entre à l’Académie royale des sciences de Belgique, ainsi que dans l'Académie royale de médecine de Belgique, qui ne compte à l'époque que huit titulaires,.
On ne lui doit aucune publication, hormis sa thèse de doctorat. Il est surtout connu comme vulgarisateur, particulièrement en géologie.

## Honneurs
Charles Delvaux de Fenffe est :
- Chevalier de l'ordre de Léopold (1837)[12].